# Pritchardia aylmer-robinsonii
Espèce
Synonymes
- Eupritchardia remota (Kuntze) Kuntze[2]
- Pritchardia aylmer-robinsonii H.St.John[2]
- Styloma remota (Kuntze) O.F.Cook[2]
- Washingtonia remota Kuntze[2]

Statut de conservation UICN

 CR A1ace+2bcde : 
En danger critique
Pritchardia aylmer-robinsonii est une espèce de plantes de la famille des Arecaceae.